# カークブリー卿
カークブリー卿(英: Lord Kirkcudbright,[kərˈkuːbri] kur-KOO-bree)は、スコットランド貴族のロード・オブ・パーラメント。マクレラン氏族の直系子孫ロバート・マクレランが1633年に叙されたことに始まるが、1832年以降は休止(Dormant)の状態にある。

## 歴史

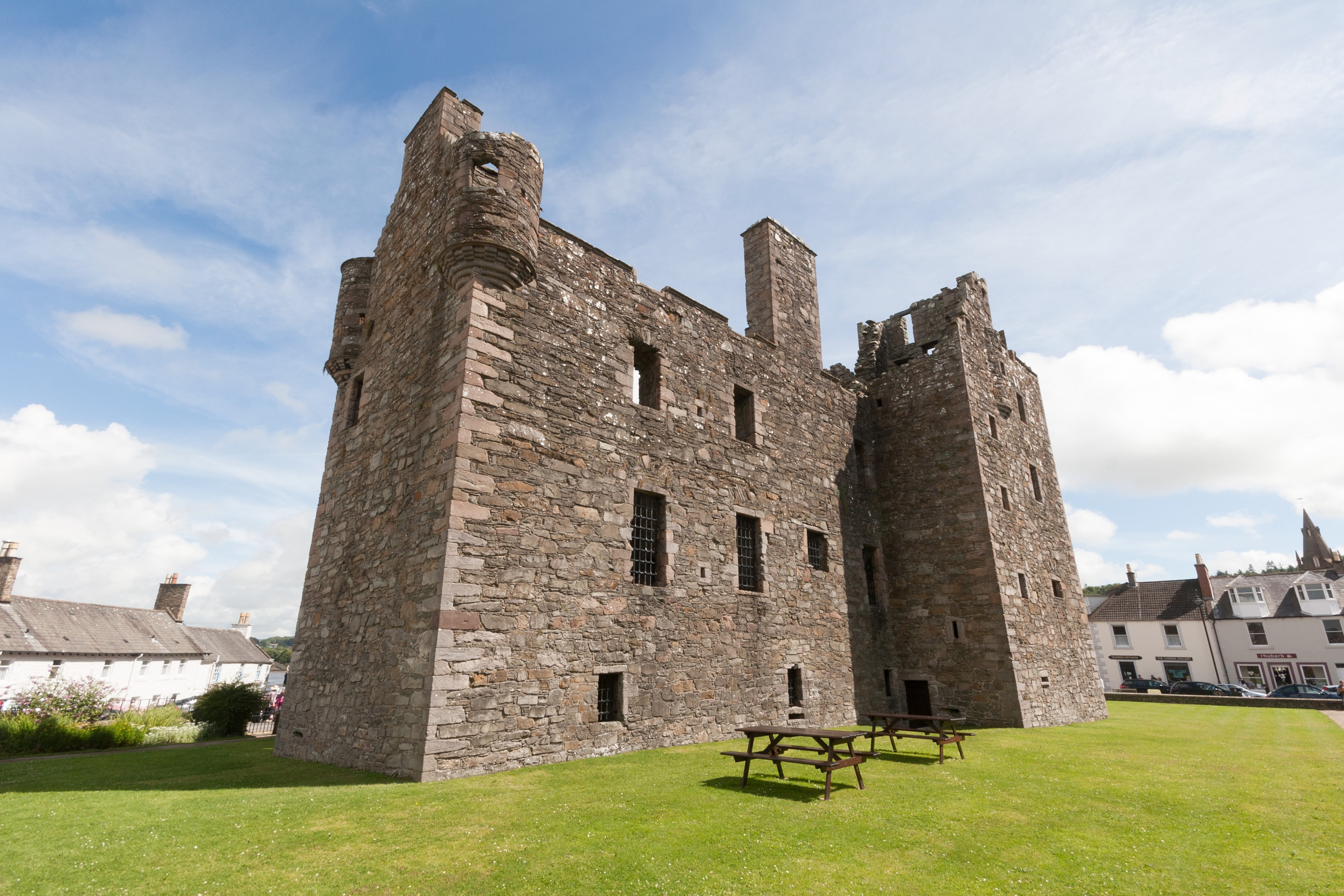
一族の旧邸宅マクレラン城

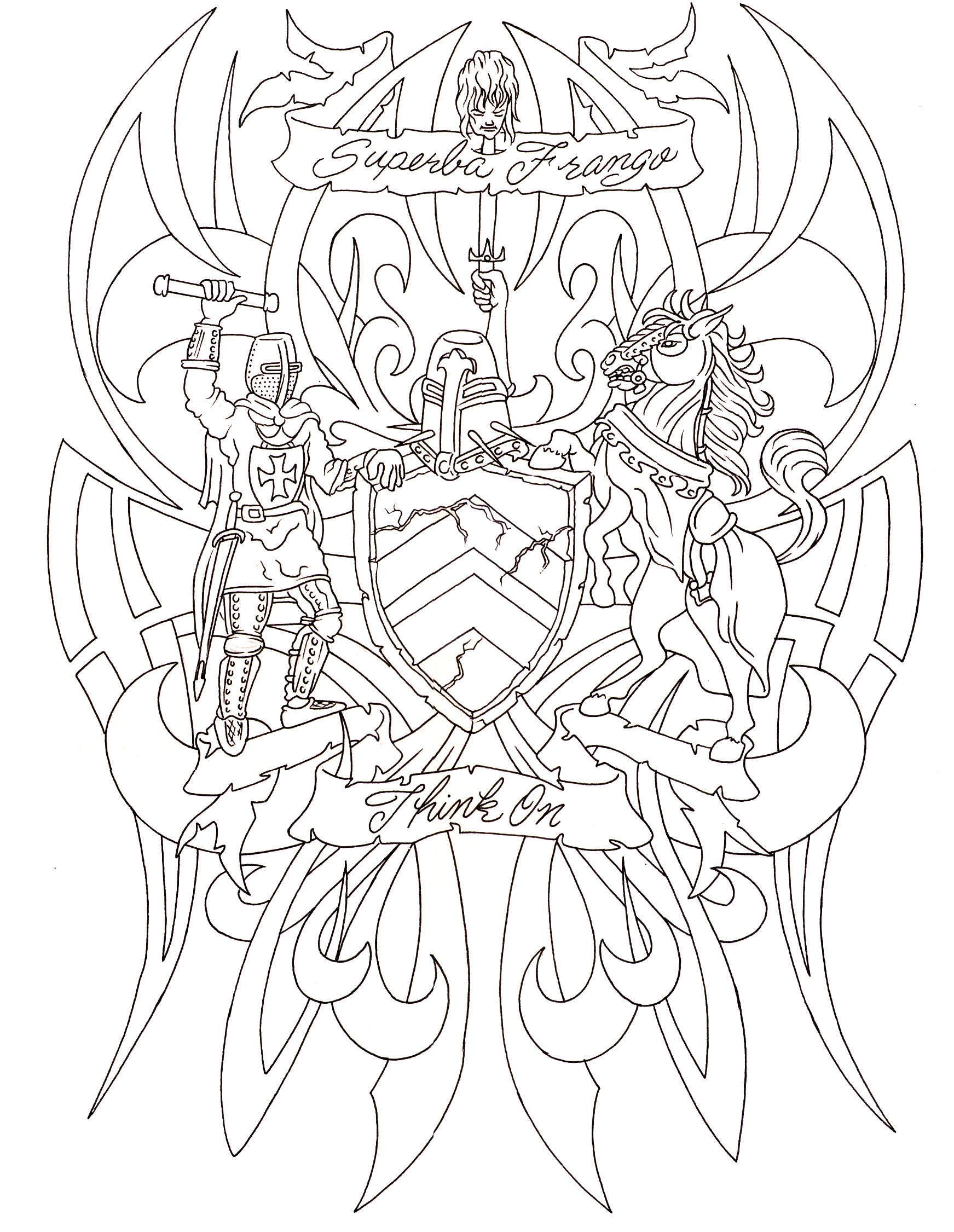
卿位に対する紋章一式

聖職者ロバート・マクレラン(?-1641)は、マクレラン氏族の祖パトリック・マクレランの直系子孫にあたる人物でありながら、青年期は素行不良で知られる荒くれ者であった。それにもかかわらず、ジェームズ6世及びチャールズ1世付寝室官長に任じられたのちは栄達し、1631年にはノヴァ・スコシア準男爵位の準男爵を得たほか、1633年5月25日にはスコットランド貴族としてカークブリー卿(Lord Kirkcudbright)に叙されている。
この爵位は、『直系非直系を問わず「マクレラン」の名と紋章を継ぐ初代卿の男子相続人(1st Lord's his heir male bearing the name and arms of Maclellan)』といったきわめて広範な継承権を認めるものであった。初代卿には男子がなかったため、爵位は甥のトマスが相続した。
さらにその子である3代卿ジョン(?-1664)は熱心な王党派であったため、イングランド内戦においては王家に対して惜しみなく私財を投じたことで、家計は逼迫して領地は散逸した。爵位は一人息子ウィリアムが相続した。
4代卿ウィリアム(?-1669)は生涯未婚のまま死去すると、8代卿ジョンまでは爵位の継承を主張する人物は現れなかった。
その後、手袋製造業者の息子ジョン・マクレラン(1729-1801)はカークブリー卿位継承者として請願(claim)を行った結果、18世紀後半にこれが認められたため、第8代カークブリー卿を正式に継承した。彼ののちは長男ショルト(9代卿,1771-1827)、次男カムデンの順で継承された。
しかし、10代卿カムデン(1774-1832)は娘があるのみであったため、同人の死をもって爵位は休止となった。
一族のかつての邸宅はカークブリーシャー州カークブリーに位置するマクレラン城だったが、7代卿の時代に一族の手を離れて、現在はヒストリック・スコットランドの管理下にある。

## カークブリー卿(1633年)
- 初代カークブリー卿ロバート・マクレラン（英語版） (?-1641)
- 第2代カークブリー卿トマス・マクレラン（英語版） (?-1647)
- 第3代カークブリー卿ジョン・マクレラン（英語版） (?-1664)
- 第4代カークブリー卿ウィリアム・マクレラン (?-1669)
- 第5代カークブリー卿(デ・ジュリ)ジョン・マクレラン (?-1678)
- 第6代カークブリー卿(デ・ジュリ)ジェームズ・マクレラン (1661–1730)
- 第7代カークブリー卿(デ・ジュリ)ウィリアム・マクレラン (?-1762)
- 第8代カークブリー卿ジョン・マクレラン (1729–1801)
- 第9代カークブリー卿ショルト・ヘンリーマクレラン  (1771–1827)
- 第10代カークブリー卿カムデン・グレイ・マクレラン(1774–1832) (1832年爵位休止)

### 註釈
1. ↑  休止とは、爵位を継承すべき男子が存在する可能性があるが未確定、あるいはその権利保持者が爵位回復に対する請願(claim)を行っていない状況を指す。この場合、廃絶(extinct)扱いできないため、あえて『休止』と表現する。したがって、回復可能性のあった男子全員の死が立証された場合、その爵位はあらためて廃絶となる。また、権利保持者存在性の明確さにおいて停止とは異なる概念を有している。
2. ↑  準男爵位の領地指定部分に関しては各文献とも記載がないため、本記事では単に準男爵とのみ呼称する。
3. ↑  爵位継承主張者が現れなかった理由は一族の困窮によるもので、『スコットランド貴族名鑑』によると、例えばデ・ジュリで7代卿とされるウィリアム・マクレランは、エディンバラで小さな手袋製造業を営みつつ生計をたてるといったように生活は決して貴族然としてはおらず、とても爵位を名乗るような経済的余裕はなかったとしている[6]。
4. ↑  爵位の継承規定は前述のとおり広範にとられているため、男子継承者が存在しないとも断言できないことから休止扱いだが、今日までその相続権を証明できた者はいない。

## 参考図書
- Sir James Balfour Paul (1908) (English). Scots Peerage (1908年版). 5. David Douglas

- Coventry, Martin (2006), The castles of Scotland (4th ed.), Edinburgh: Birlinn, ISBN 1-84158-449-5